# Wavelet

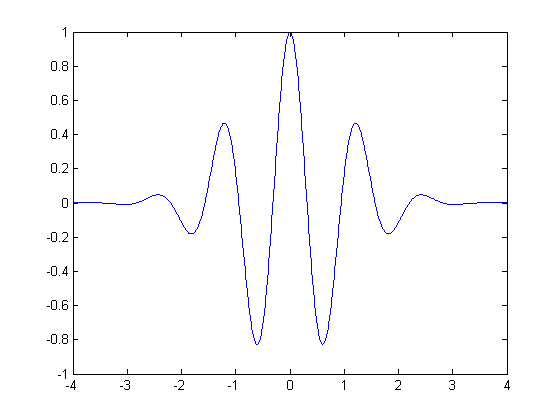
Morlet wavelet

Wavelet, även krusning eller vågelement, är en typ av basfunktion för wavelettransformationer (jämför fouriertransformation). I motsats till sinus och cosinus har en wavelet inte bara beroende i frekvensdomänen utan också i tidsdomänen. En wavelet kan visualiseras som en våg som tonas in eller ut; därifrån kommer det franska ordet ondelette och det engelska wavelet.
Den enklaste waveleten är Haars wavelet. Inom naturvetenskap används Morlets wavelet. Det finns också Daubechies wavelet som har maximalt antal noll-moment för 0-frekvensen för att vara en ortonormal transform för varje given filterstorlek. Det finns även kopplingar mellan wavelets, stokastiska processer och fraktaler för signalbehandling.
Ett av användningsområdena för wavelets är inom strålterapi för behandling mot cancer, något som studerats bland annat på Kungliga Tekniska Högskolan i en studie av Anton Finnson.